# Wulong
Wulong (il cui nome significa "drago danzante") è un genere estinto di dinosauro teropode microraptorino vissuto nel Cretaceo inferiore, circa 120.3 milioni di anni fa (Aptiano), in quella che oggi è la Formazione Jiufotang in Cina. Il genere include una singola specie, la specie tipo Wulong bohaiensis, i cui resti scheletrici, che includono tracce di piume conservate, rappresentano un esemplare giovane.

## Scoperta e denominazione

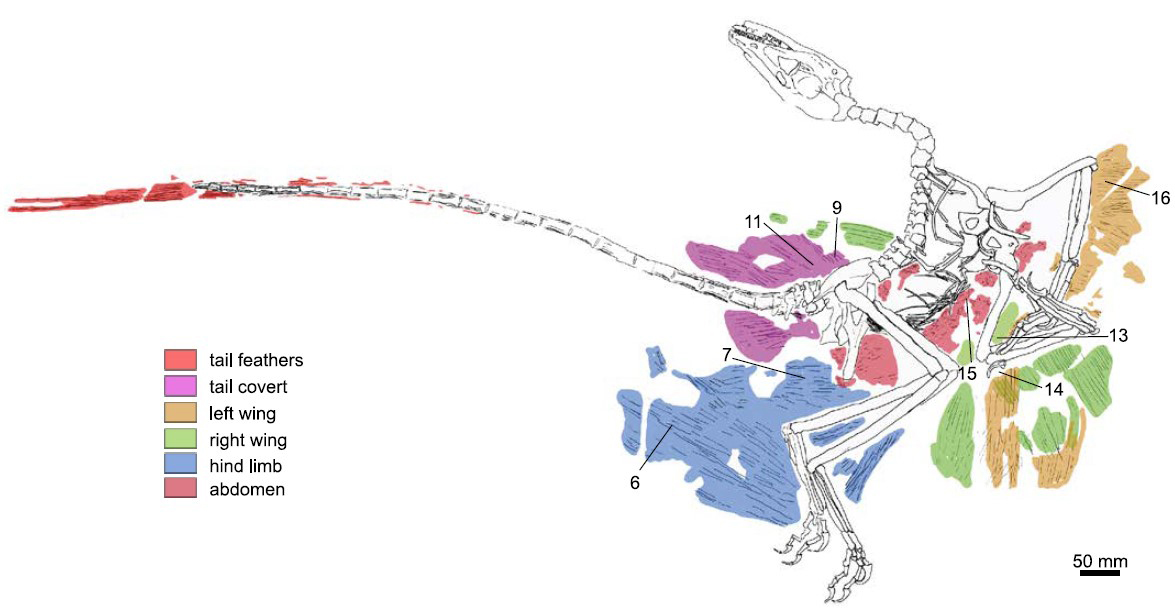
Diagramma dell'esemplare olotipo, che mostra i tipi di piumaggio conservatosi

L'esemplare olotipo di Wulong, DNHM D2933, venne ritrovato da un contadino negli strati della Formazione Jiufotang, una formazione geologica ricca di fossili (località Shanghaishou) di Chaoyang, nella Provincia di Liaoning, Cina. Il fossile, ospitato presso il Museo di Storia Naturale di Dalian a Liaoning, è costituito da un esemplare completo e articolato che presenta tracce di piume conservate. Nel 2014, Ashley William Poust ha analizzato lo scheletro, nominandolo "Wulong bohaiensis" in una tesi. Questo nome è rimasto un nomen ex dissertatione invalido.
Nel 2020, Poust insieme al suo ex consigliere David Varricchio dell'Università statale del Montana e ai paleontologi di Dalian Gao Chunling, Wu Jianlin e Zhang Fengjiao hanno validamente denominato e descritto la specie tipo Wulong bohaiensis. Il nome del genere Wulong deriva dal cinese 舞/wǔ, che significa "danzante", in riferimento alla "posa vivace del fossile e alle abitudini agili dell'animale inferite dalla sua anatomia0" dell'esemplare, e 龍/龙/lóng, che significa "drago". Il nome della specie, bohaiensis, fa riferimento al museo che ospita l'esemplare, situato vicino allo stretto di Bohai (渤海, Bó Hǎi).

## Descrizione
L'esemplare olotipo di Wulong è rappresentato da un individuo giovane, di circa un anno di vita. La coda dell'animale era proporzionalmente lunga, circa il doppio della lunghezza del corpo, e lo scheletro è composto da ossa cave.
Il cranio lungo e stretto di Wulong è molto grande in relazione al corpo, 1,15 volte la lunghezza del femore. Le fauci sottili sono piene di denti piccoli e affilati. La premascella (una coppia di piccole ossa all'estremità della mascella) è leggera e, relativamente, corta dorsoventralmente per un dromaeosauride. Il quadratojugale della maggior parte dei dromaeosauridi è a forma di T, ma in Wulong questo osso è minuscolo e a forma di L. Il processo ascendente è alto circa 6 millimetri mentre il processo giugale è lungo 5 millimetri.

### Piume e colorazione

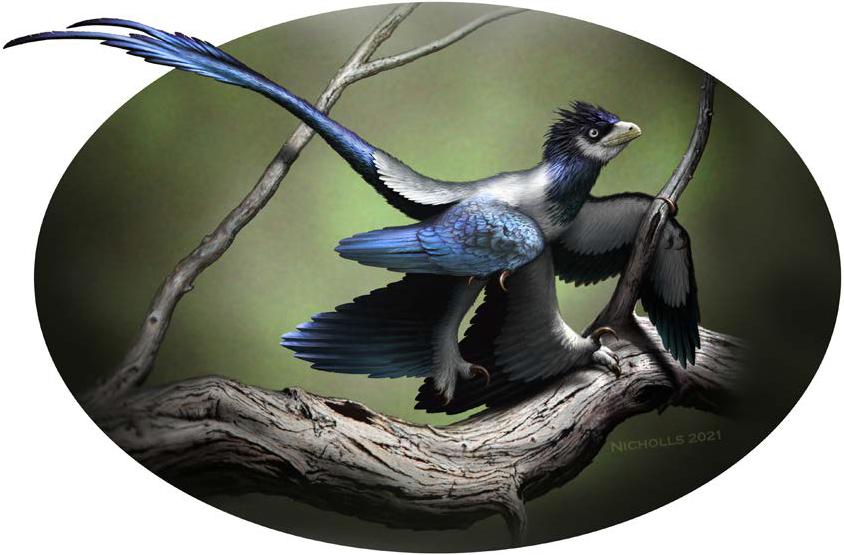
Ricostruzione artistica con colorazione desunta dall'olotipo

L'esemplare olotipo di Wulong mostra la conservazione dei tessuti molli, tra cui lunghe penne su braccia e gambe, piumaggio sparso su buona parte del corpo e due lunghe piume all'estremità della coda, simili a quelle ritrovate nei fossili di Microraptor e Confuciusornis, e nell'odierno quetzal (gen. Pharomachrus). Tuttavia, a differenza di Microraptor, non ci sono prove che Wulong avesse un ventaglio di piume all'estremità della coda. La presenza di una lunga coppia di piume sulla coda di in un individuo immaturo suggerisce che probabilmente non venivano utilizzate per il corteggiamento, e forse nemmeno per altri scopi ornamentali.
Nel 2023, Croudace e colleghi hanno descritto la probabile colorazione del piumaggio dell'olotipo. Analizzando i melanosomi fossili (cellule del pigmento) nei fossili con il microscopio elettronico a scansione, i ricercatori hanno confrontato la loro disposizioni con quelle di alcuni uccelli moderni. Le loro ricerche hanno indicato la presenza di piume iridescenti sugli arti anteriori e posteriori, con piume grigie sul resto del corpo. Hanno inoltre ipotizzato che l'iridescenza nei paraviani giovanili possa non solo essere frutto della segnalazione sessuale, ma anche segnalazione intraspecifica per la comunicazione tra individui della stessa specie.

## Classificazione
Poust et al. (2020) hanno recuperato Wulong come un membro microraptorino dei Dromaeosauridae, come taxon gemello del leggermente più antico Sinornithosaurus della Formazione Yixian. I risultati delle loro analisi filogenetiche sono mostrati nel cladogramma sottostante:
|  | Hesperonychus                                               |
|  |                                                             |
|  | Graciliraptor                                               |
|  |                                                             |
|  | Microraptor                                                 |
|  |                                                             |
|  | Tianyuraptor                                                |
|  |                                                             |
|  | \| \| Sinornithosaurus \| \| \| \| \| \| Wulong \| \| \| \| |
|  |                                                             |
|  | Sinornithosaurus                                            |
|  |                                                             |
|  | Wulong                                                      |
|  |                                                             |

|  | Sinornithosaurus |
|  |                  |
|  | Wulong           |
|  |                  |